# Archaeosporales
Archaeosporales es un orden de hongos de la clase Glomeromycetes que incluye 3 familias, 5 géneros y 18 especies. 
Los miembros de este orden son hongos micorrizicos de plantas vasculares y endosimbiontes de cianobacterias.

## Taxonomía
Contiene las siguientes familias, géneros y especies. Dos géneros y cuatro especies están extintos.
- Ambisporaceae
  - Ambispora
    - Ambispora appendicula
    - Ambispora callosa
    - Ambispora fennica
    - Ambispora gerdemannii
    - Ambispora granatensis
    - Ambispora leptoticha
- Archaeosporaceae
  - Archaeospora
    - Archaeospora gerdemannii
    - Archaeospora leptoticha
    - Archaeospora schenckii
    - Archaeospora trappei
- Geosiphonaceae
  - Geosiphon
    - Geosiphon pyriformis